# József Gregor
Pour les articles homonymes, voir Gregor.
József Gregor (né le 30 novembre 1963 à Budapest en Hongrie) est un joueur de football hongrois.
Il a terminé la saison 1990-91 en tant que meilleur buteur du championnat de Hongrie avec 19 buts.